# Auguste et Louis Lumière
Pour les articles homonymes, voir Lumière (homonymie).

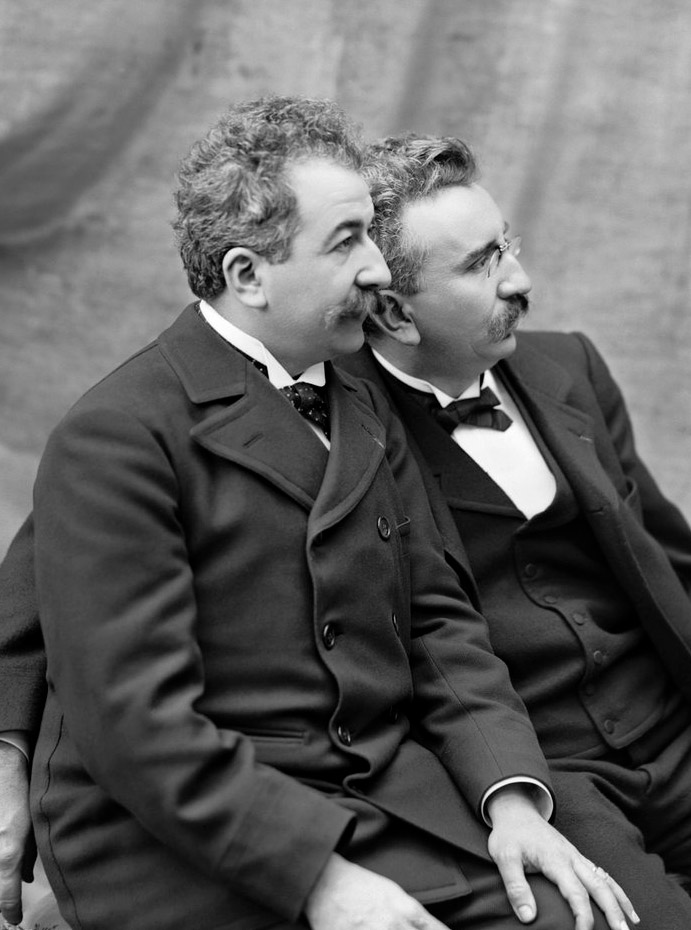
Auguste et Louis Lumière.

Auguste et Louis Lumière, souvent désignés par l'expression frères Lumière, sont deux ingénieurs et industriels français qui ont joué un rôle primordial dans l'histoire du cinéma et de la photographie.
Auguste Lumière est né le 19 octobre 1862 à Besançon et mort le 10 avril 1954 à Lyon. Louis Lumière est né le 5 octobre 1864 à Besançon et mort le 6 juin 1948 à Bandol dans le Var.

## Origines familiales et naissance

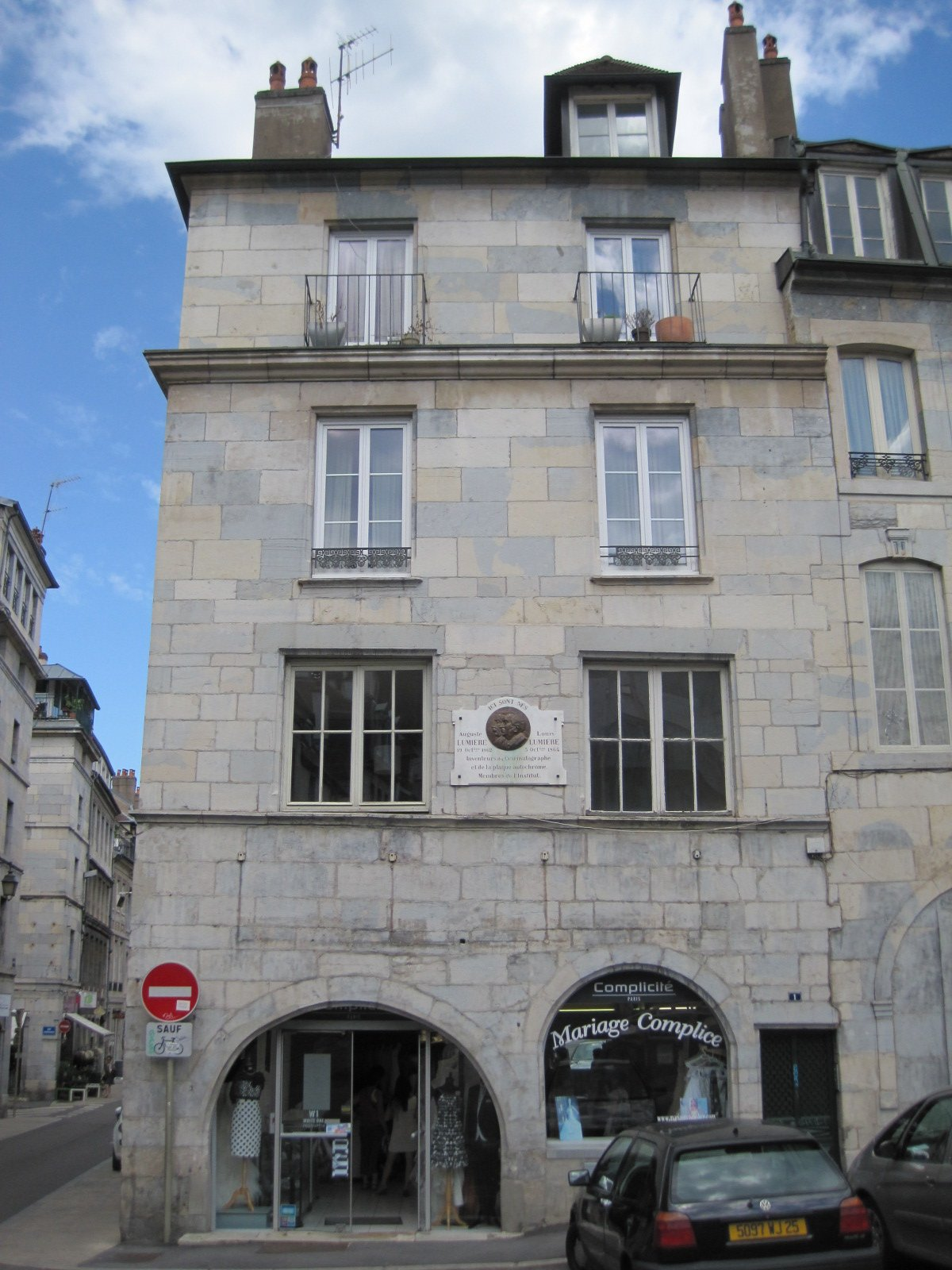
Maison natale des frères Lumière à Besançon.

Les frères Lumière sont les fils de l'industriel, peintre et photographe Antoine Lumière, né le 13 mars 1840 à Ormoy (Haute-Saône), et de Jeanne Joséphine Costille, née le 29 septembre 1841 à Paris. Antoine et Jeanne se sont mariés  24 octobre 1861 à la mairie du 5e arrondissement de Paris et en l'église Saint-Étienne-du-Mont de Paris. Installés à Besançon (maison natale des frères Lumière) leurs deux premiers enfants naissent dans cette ville : Auguste le 19 octobre 1862 au 1 place Saint-Quentin (actuelle place Victor-Hugo depuis 1885) et Louis le 5 octobre 1864 au 143 grande rue.

## Inventions
« Chaque frère œuvre de son côté, mais, jusqu’en 1918, tous leurs travaux seront signés de leurs deux prénoms. Cette communauté de labeur se double d’une parfaite entente fraternelle. Les deux frères, qui ont épousé deux sœurs, vivent dans les appartements symétriques d’une même villa. Des années durant, l’opinion publique a évoqué le couple légendaire des « frères Lumière », unis dans la célébrité comme dans la vie »

— Leur biographe Vincent Pinel.

### Plaque photographique sèche
Selon cette communauté fraternelle, les frères Lumière ont déposé sous leurs deux noms plus de 170 brevets, essentiellement dans le domaine de la photographie. Louis invente notamment les plaques photographiques sèches instantanées prêtes à l'emploi dites Étiquette bleue en 1881. C'est la vente de ces plaques qui fait la fortune de la famille. « Les plaques "Étiquette bleue" furent plus qu'un succès : ce fut un véritable coup de foudre. Dès la première année, elles nous ont fait gagner près de 500 000 francs. »

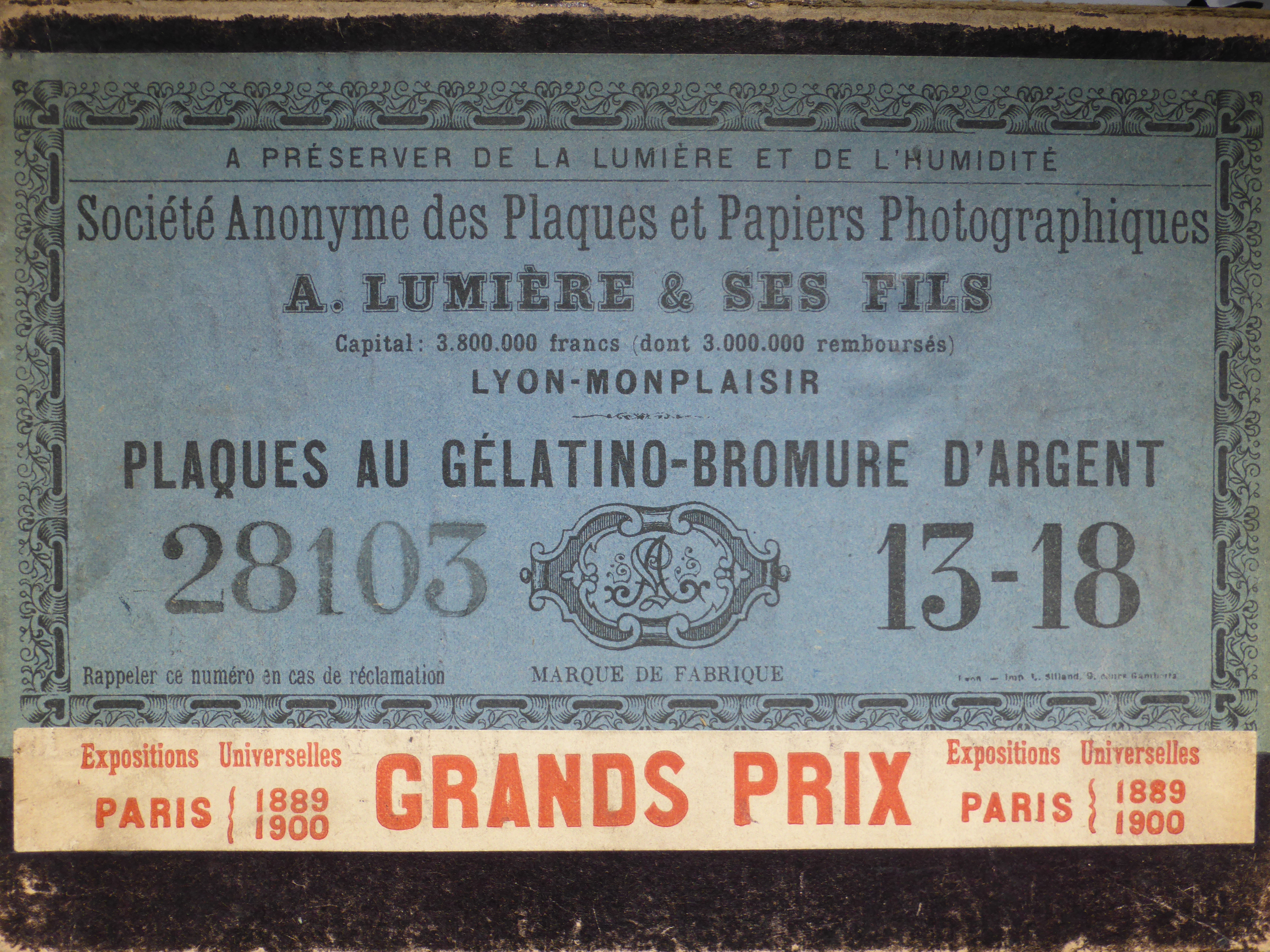
Boîte de plaques photographiques conservée à l'Institut du patrimoine culturel d'Espagne à Madrid.

En 1903, les deux frères signent l'obtention de la couleur sur plaque photographique sèche, dite « autochrome », que Louis Lumière, qui paradoxalement n'aime pas le cinéma, considère comme étant sa plus prestigieuse invention, celle à laquelle il a consacré plus de dix années de sa vie.

### Cinématographe

#### Rappel historique
Contrairement à une idée reçue plus que tenace, les frères Lumière n'ont pas réalisé les premiers films du cinéma, mais la première projection collective gratuite de films photographiques sur grand écran, le 22 mars 1895, devant un parterre restreint de savants de la Société d'encouragement pour l'industrie nationale, au n° 44 de la rue de Rennes, correspondant désormais au 4 place Saint-Germain-des-Prés à Paris. Suivent les séances du 21 septembre et du 14 octobre 1895 au Palais Lumière et à l'Eden Théâtre de La Ciotat, devant un public choisi, et enfin la séance payante ouverte au grand public du 28 décembre 1895 au Salon indien du Grand Café situé 14 boulevard des Capucines à Paris. Chacun des dix bobineaux projetés lors de cette séance dure une cinquantaine de secondes. Avec L'Arroseur arrosé, Louis Lumière réalise le premier film photographique de fiction.
Les premières projections de films non photographiques de fiction sur grand écran devant un public rassemblé payant datent d'octobre 1892, trois ans avant celles des frères Lumière, et sont le fruit du travail patient d'Émile Reynaud qui peint directement sur sa pellicule — l'animation sans caméra fait partie du cinéma et non du précinéma — les premiers dessins animés du cinéma, dont la durée est déjà de plus d'une minute et atteindra 5 minutes en 1900. Avant la première projection Lumière, deux autres projections de films photographiques ont eu lieu, l'une à New York, organisée par l'Américain Woodville Latham le 21 avril 1895, l'autre à Berlin, faite par l'Allemand Max Skladanowsky le 1er novembre 1895, mais les techniques utilisées pour ces projections sont loin d'être au point, et ces deux séances n'ont aucun retentissement, ni dans le milieu des professionnels de la photographie, ni parmi le public international, contrairement à celle des frères Lumière.
Leur succès découle d'une suite ininterrompue d'inventions. En 1888, John Carbutt invente une bande souple en nitrate de cellulose, que George Eastman commercialise aux États-Unis dès 1889. Aussitôt, le Français Étienne-Jules Marey s'en procure par des voies détournées et enregistre les premières suites de prises de vues instantanées sur bande nitrate (dont 420 sont conservées), sans toutefois parvenir à les projeter, ce qui ne le chagrine pas car son but scientifique est l'analyse des mouvements par la photographie rapide (chronophotographie) et non leur présentation en tant que spectacle, même si son assistant Georges Demenÿ a l'idée en 1892, de projeter de telles bandes découpées en petites vignettes disposées sur son phonoscope à disque de verre, selon le principe et la durée cyclique des jouets optiques. De mai 1891 à fin 1895, les Américains Thomas Edison, l'inventeur du phonographe, et surtout son assistant et premier réalisateur du cinéma, William Kennedy Laurie Dickson, produisent et tournent quelque 148 films, enregistrés avec la caméra Kinétographe et visionnés individuellement par le public à l'aide du kinétoscope (visionnement par loupe). Ils créent, non seulement le premier studio de cinéma, le Black Maria, mais aussi, les Kinetoscope Parlors, des machines à sous, qui préfigurent moins les salles de cinéma que les salles de jeux d'arcade.
En 1895, les frères Max et Emil Skladanowsky présentent publiquement des images photographiques animées au Wintergarten (Berlin) grâce à leur bioscope (Caméra Biographe, un système de caméras et appareils de projection jumeaux, utilisant deux bandes distinctes d'images, enregistrées puis projetées alternativement, mis au point par Georges Demenÿ) dès le 1er novembre.

#### La caméra Cinématographe
En 1894, Antoine Lumière, le père d'Auguste et de Louis, assiste à Paris à une démonstration du kinétoscope et également, à deux pas de là, à une projection d'Émile Reynaud dans son Théâtre optique. Pour Antoine, pas de doute : l'image animée est un marché d'avenir pour la famille, en direction de sa clientèle habituelle, les riches amateurs, à condition de marier le miracle de l'image photographique en mouvement avec la magie de la projection sur grand écran. Convaincu à son tour, Auguste Lumière se lance dans la recherche avec un mécanicien, Charles Moisson. Il échoue et c'est Louis qui prend le relais. Durant l'été 1894, dans l'usine Lumière de Lyon-Monplaisir, il met au point un mécanisme ingénieux qui se différencie de ceux du kinétographe et du kinétoscope. Comme Edison, il adopte le format 35 mm, mais, pour ne pas entrer en contrefaçon avec la pellicule à huit perforations rectangulaires autour de chaque photogramme, brevetée par l'inventeur et industriel américain, il choisit une formule à deux perforations rondes par photogramme (abandonnée par la suite).
L'invention de Louis reprend en fait un procédé mécanique préexistant dont il adapte le principe au déplacement intermittent de la pellicule, nécessaire à l'exposition des images l'une après l'autre, mais l'émergence de cette idée est restée dans l'esprit des deux frères baignée d'un parfum miraculeux : Louis aurait été malade et fiévreux, et, au cours d'une insomnie, il aurait imaginé de donner « à un cadre porte-griffes un mouvement alternatif, analogue comme fonctionnement à celui du pied-de-biche d'une machine à coudre, les griffes s'enfonçant au sommet de la course, dans des perforations pratiquées sur les bords de la pellicule devant porter l'image, pour entraîner celle-ci et, se retirant au bas de cette course, laissant la pellicule immobile pendant la remontée du système d'entraînement. Ce fut une révélation ».
Le kinétographe avait aussi recours au déplacement intermittent de la pellicule, également grâce à un mécanisme préexistant : une came à rochet électrique solidaire d'un tambour denté entraînant la pellicule. À l'instar du kinétographe, un obturateur rotatif empêche la lumière d'atteindre la couche photosensible lorsque la pellicule se déplace d'un pas.

Mécanisme Lumière : came excentrique et griffes, film à perforations rondes.

Dès le 26 décembre 1894, on peut lire dans le journal Le Lyon républicain, que les frères Lumière « travaillent actuellement à la construction d’un nouveau kinétographe, non moins remarquable que celui d’Edison et dont les Lyonnais auront sous peu, croyons-nous, la primeur ». La caméra d'Edison-Dickson est explicitement citée comme référence préexistante.
Avec ce mécanisme, même s'il ne fait pas les premiers films (tournés par William Kennedy Laurie Dickson), Louis Lumière — et, par contrat tacite, son frère Auguste — est généralement considéré comme l'inventeur du cinéma en tant que spectacle photographique en mouvement, projeté devant un public assemblé. Le mécanisme à griffes actionnées par une came excentrique est une amélioration considérable par rapport à celui du kinétographe, où la pellicule est entraînée par un tambour denté efficace (équipant encore aujourd'hui les appareils de projection argentiques) mais actionné brutalement par une roue à rochet électrique (remplacée plus tard par une croix de Genève ou une croix de Malte, plus souples). Au début, les frères présentent eux-mêmes leur appareil sous le nom de « kinétographe Lumière » ou « kinétoscope Lumière », avant de le baptiser « cinématographe ». C'est l'ingénieur parisien Jules Carpentier, à qui Louis Lumière fait parvenir tous ses essais d'évolution du prototype à partir de la première projection, qui finalise le mécanisme du cinématographe, notamment en le regroupant dans une boîte d'où ne sortent que la manivelle, l'objectif et un petit magasin pour contenir la pellicule vierge, prélude à sa production en petite série pour la vente aux amateurs fortunés.
À partir de décembre 1895, les frères Lumière apportent ainsi une participation inventive de premier ordre dans le lancement du spectacle de cinéma, prémices d'une industrie florissante que va notamment développer le Français Charles Pathé.

## Projections privées et publiques de 1895

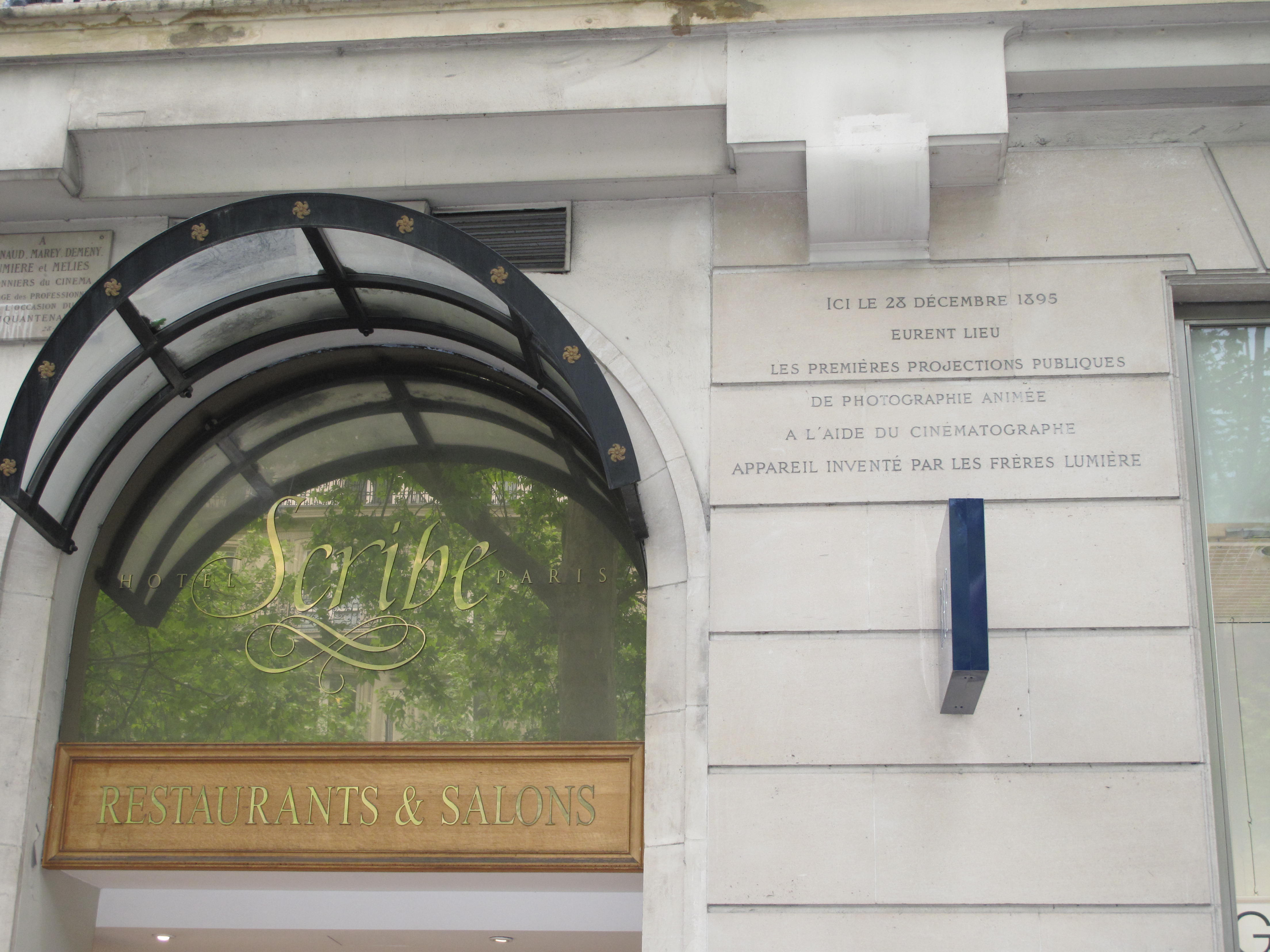
Inscription commémorative sur la façade de l'hôtel Scribe.

Le premier film tourné par Louis Lumière est Sortie d'usine, plus connu aujourd'hui sous le nom de La Sortie de l'usine Lumière à Lyon. Il a été tourné le 19 mars 1895, à Lyon rue Saint-Victor (rue actuellement nommée rue du Premier-Film). La première représentation privée du Cinématographe Lumière a lieu à Paris le 22 mars 1895 dans les locaux de la Société d'encouragement pour l'industrie nationale. Dans la foulée, Louis Lumière tourne durant l'été 1895 le célèbre Jardinier qui deviendra plus tard L'Arroseur arrosé. C'est le film le plus célèbre des frères Lumière et la première des fictions photographiques animées.
En attendant la première séance publique, les Lumière présentent le Cinématographe à de nombreux scientifiques. Le succès est toujours considérable. Le 11 juin 1895 pour le Congrès de photographes à Lyon, le 11 juillet à Paris à la Revue générale des sciences, le 10 novembre à Bruxelles devant l’Association belge de photographes, le 16 novembre dans l’amphithéâtre de la Sorbonne, etc.
Leur première projection publique a lieu le 28 décembre 1895 au Salon indien du Grand Café (actuel hôtel Scribe), 14 boulevard des Capucines à Paris, présentée par Antoine Lumière devant trente-trois spectateurs. Charles Moisson, le constructeur de l’appareil, est le chef mécanicien, il supervise la projection. Le prix de la séance est fixé à 1 franc.

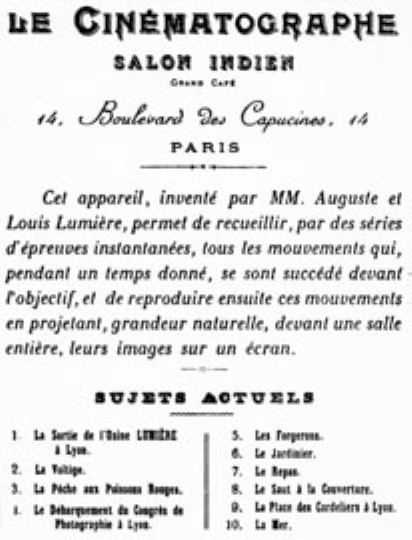
Programme d'une projection publique au Salon indien du Grand Café à Paris en 1895.

Le programme complet de la première séance publique payante, à Paris, compte 10 films, tous produits en 1895 :
1. La Sortie de l'usine Lumière à Lyon ("vue" documentaire)
2. La Voltige ("vue comique" troupier)
3. La Pêche aux poissons rouges ("vue" familiale : la fille d'Auguste Lumière, alors bébé, pêche dans un aquarium)
4. Le Débarquement du congrès de photographie à Lyon ("vue" documentaire)
5. Les Forgerons ("vue" documentaire)
6. Le Jardinier ("vue comique")
7. Le Repas de bébé ("vue" familiale : la fille d'Auguste Lumière)
8. Le Saut à la couverture ("vue comique" troupier)
9. La Place des Cordeliers à Lyon ("vue" documentaire)
10. La Mer ("vue" documentaire : baignade de jeunes citadins)

Le film L'Arrivée d'un train en gare de La Ciotat n'est pas projeté ce jour-là, mais le sera par la suite, remportant un énorme succès.
Six mois après la présentation de décembre 1895, la première projection de films en Amérique avec le Cinématographe Lumière est organisée à Montréal par Louis Minier et Louis Pupier à l'édifice Robillard. Aux États-Unis, la présentation du Cinématographe Lumière fait sensation à New York le 18 juin 1896, et par la suite dans d'autres villes américaines, ce qui déclenche la « guerre des brevets », lancée par Edison au nom de ce qu'il considère comme son droit d'antériorité, et du slogan « America for Americans », obligeant Lumière à déserter le sol américain dès l'année suivante.

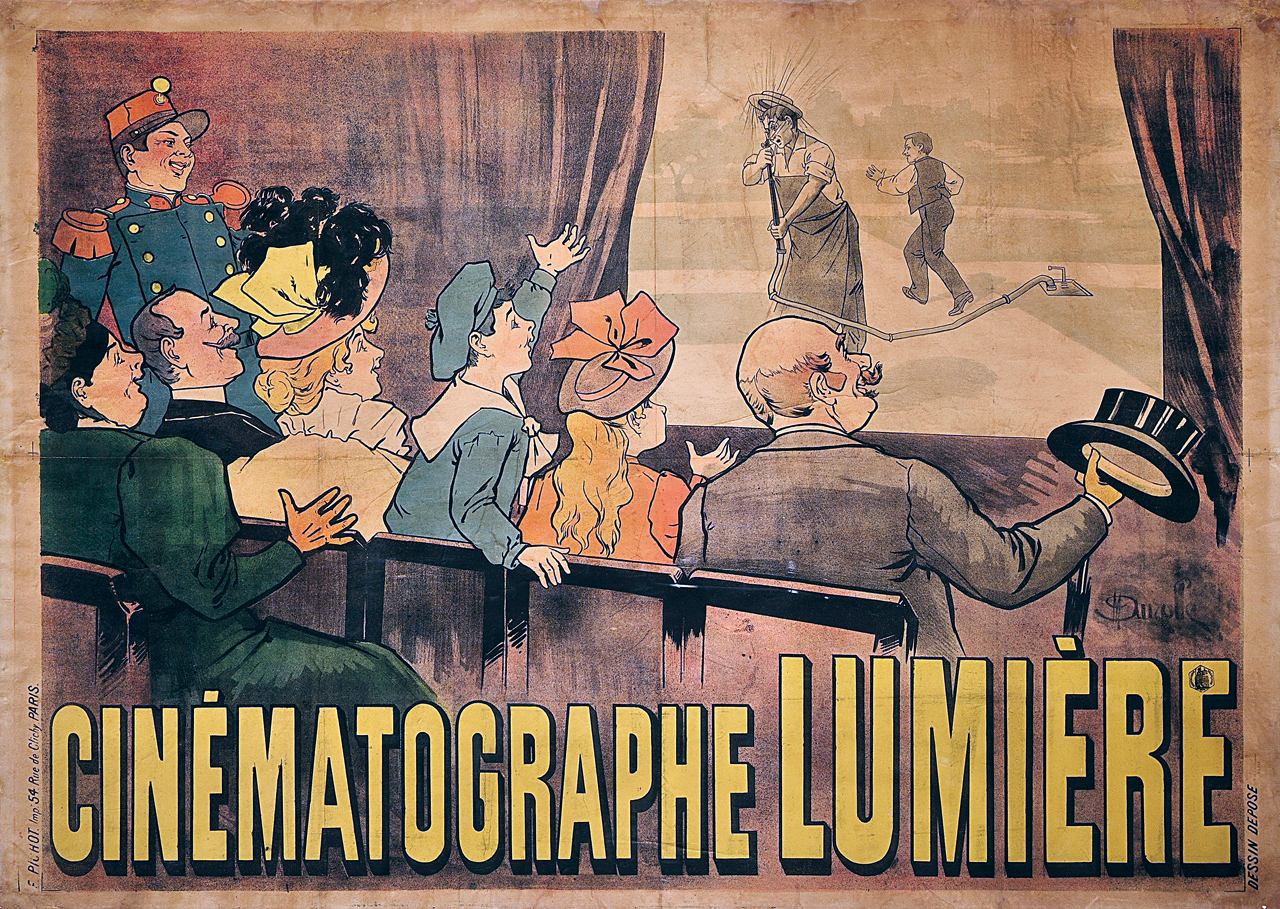
L'Arroseur arrosé, affiche en 1896 par Marcellin Auzolle.

Lyon et la société lyonnaise constituent le premier décor des films des frères Lumière. Thierry Frémaux,directeur de l’Institut Lumière, les a rassemblés dans le film Lumière ! L’aventure commence. Rapidement, les Lumière prennent conscience de l'intérêt de filmer avec leur cinématographe des images pittoresques de par le monde et de les montrer en projection, ou de les vendre avec l'appareil. Fins commerciaux, ils refusent de céder les brevets de leur invention à Georges Méliès qui leur en offre pourtant une petite fortune, ainsi que d'autres. Ils tentent même de décourager ce futur et talentueux concurrent en lui prédisant la ruine s'il se lance dans la production de films (Méliès ferme sa société Star Film en 1923, après avoir gagné énormément d'argent grâce à ses films, et sa ruine est essentiellement due à son incompréhension du devenir du cinéma, et à son obstination à considérer les films comme des sous-produits du music-hall). Les frères Lumière, eux, ont la sagesse de s'arrêter de produire des films en 1902, quand ils comprennent que le cinéma est un langage nouveau dont ils n'ont connaissance ni des règles à venir ni de l'importance qu'il va prendre dans le monde entier. Ce que n'ignore pas Thomas Edison, qui prédit que « le cinéma sera plus tard l'un des piliers de la culture humaine »,.

## Autres inventions

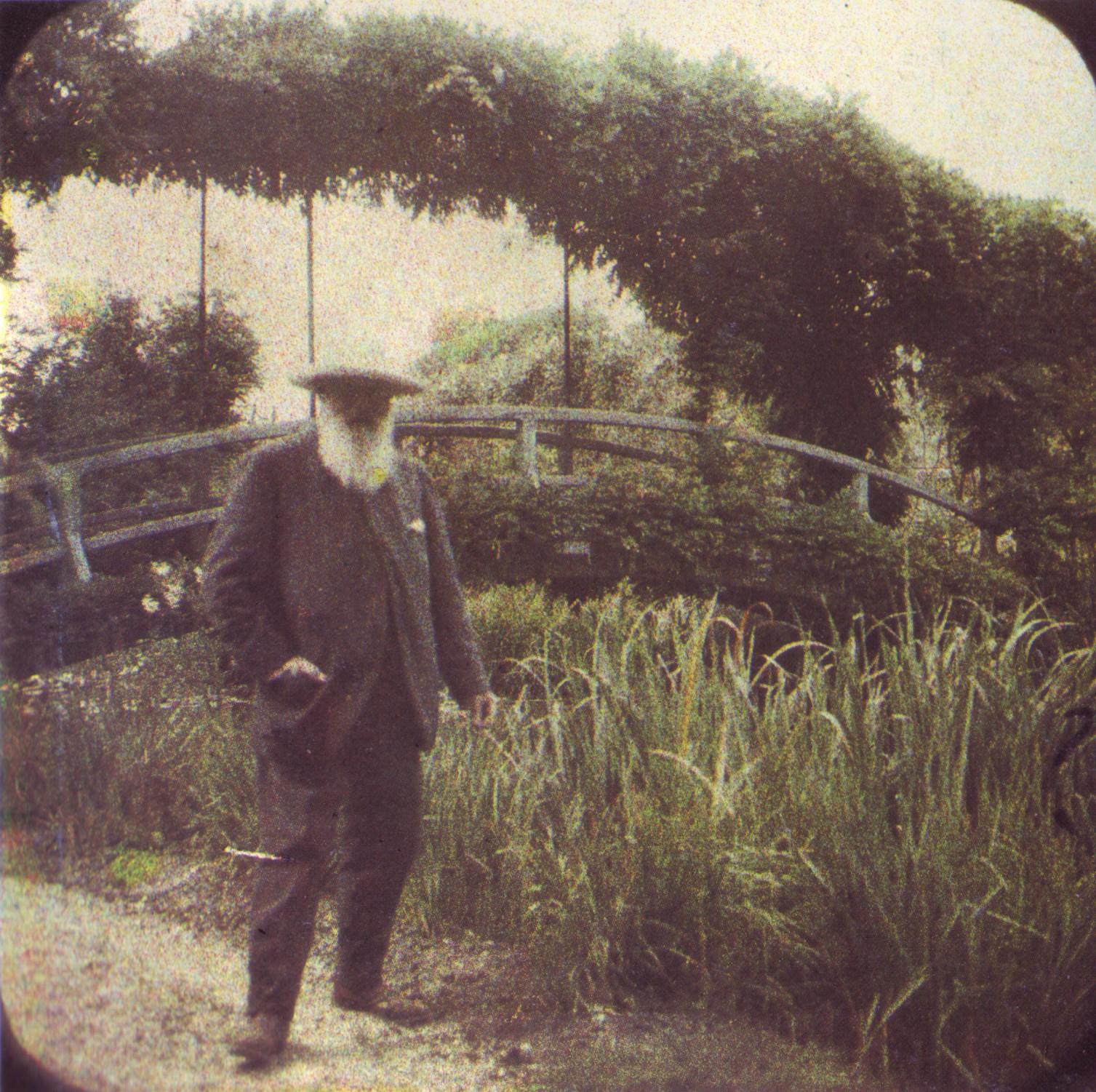
Claude Monet dans son jardin. Autochrome d’Étienne Clémentel.

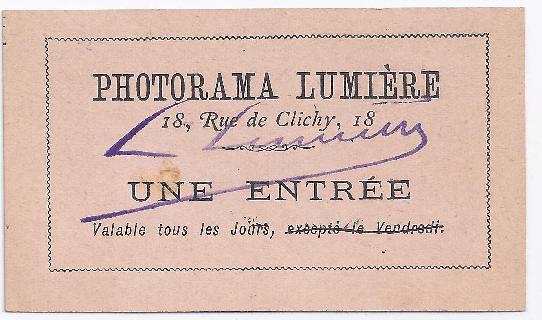
Entrée pour le Photorama à Clichy.

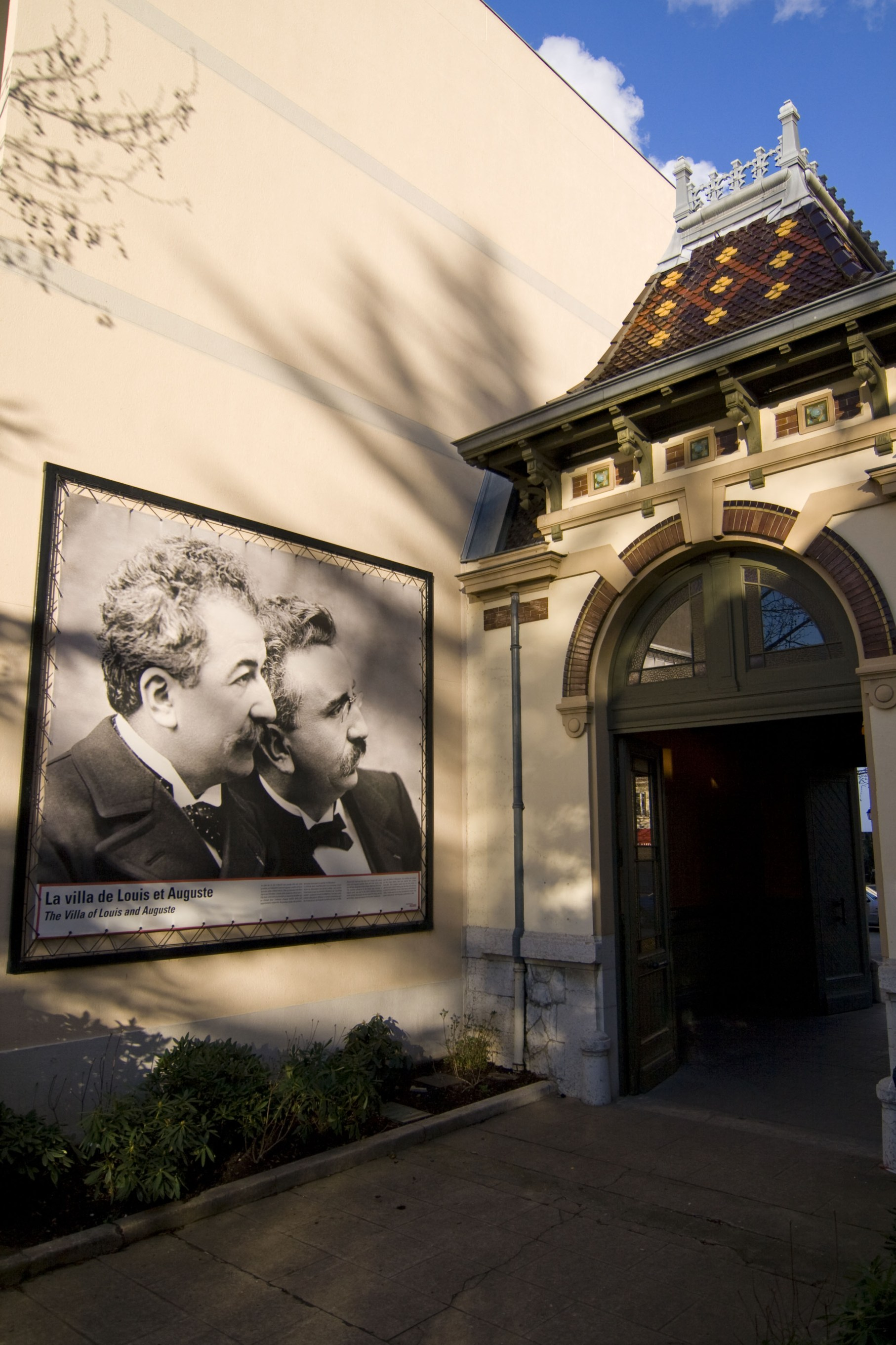
Institut Lumière de Lyon.

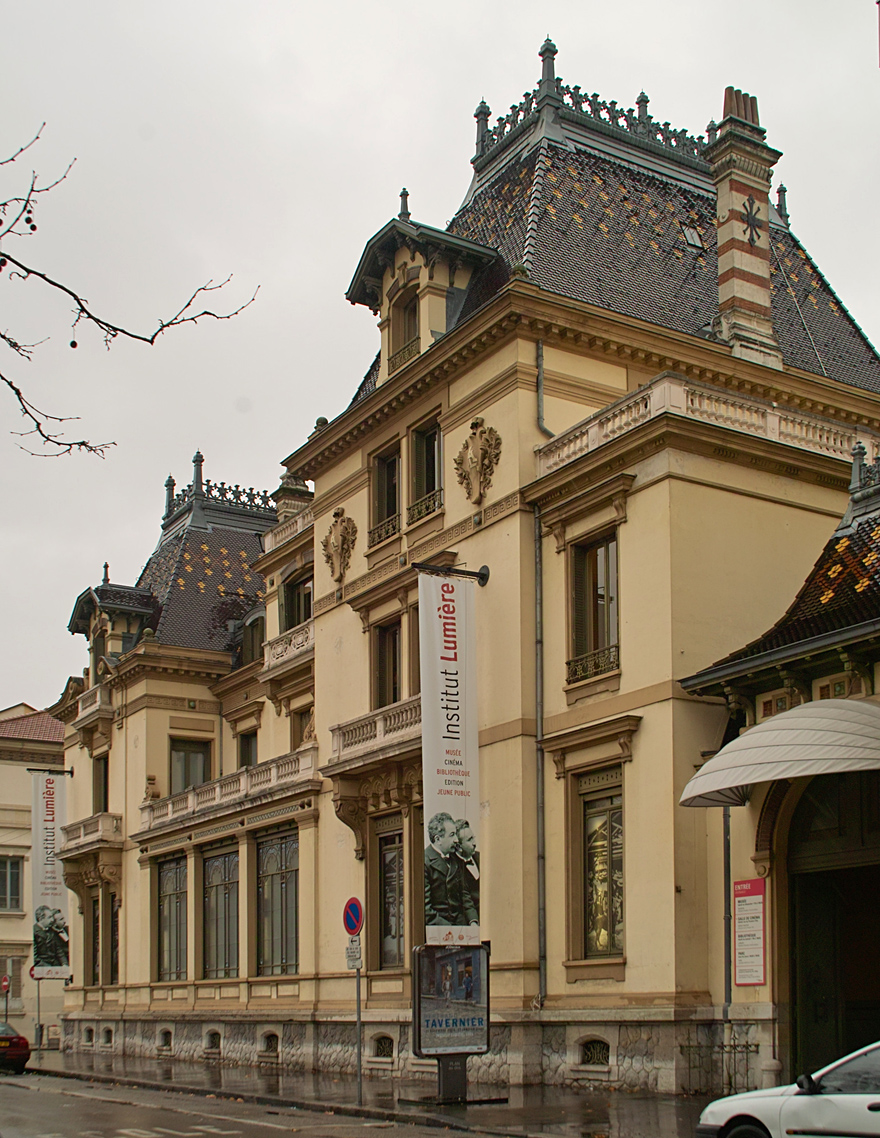
Institut Lumière de Lyon.

Outre le Cinématographe Lumière, les Frères Lumière signent la plaque photographique sèche instantanée prête à l'emploi dite Étiquette Bleue en 1881, la plaque Autochrome (procédé de photographie en couleurs) en 1903, la photostéréosynthèse (procédé de photographie en relief) en 1920. Louis s'intéresse également au cinéma en relief (par le procédé des anaglyphes).
Dans l'univers médical, Auguste Lumière tente en particulier - sans succès, et sa rancœur envers ses collègues apparaît dans ses ouvrages - de diffuser une théorie des phénomènes colloïdaux en biologie.
Il a été recensé 196 brevets + 43 additifs ayant comme titulaire « Lumière » (Brevets collectifs + sociétés Lumière + brevets individuels). Auguste Lumière a inventé de nombreux médicaments tels que le tulle gras pour soigner les brûlés, la thérapeutique de la tuberculose grâce aux sels d'or et à la cryogénine, l'allocaïne, l'Emgé Lumière, etc.
La demeure de leur père Antoine, située près de leurs anciennes usines, à Montplaisir dans le 8e arrondissement de Lyon, est aujourd'hui un musée du cinéma : l'Institut Lumière, présidé par Irène Jacob et dirigé par Thierry Frémaux.

## Soutien à Mussolini en 1935 et au maréchal Pétain sous l'Occupation
Louis Lumière, le 22 mars 1935, assiste à un gala donné par l'Italie fasciste pour le quarantième anniversaire de l'invention du cinéma ; le gouvernement fasciste veut alors lutter contre la prédominance du cinéma américain. Ce jour-là, Louis dédicace sa photo : « À son Excellence Benito Mussolini avec l'expression de ma profonde admiration ». Cette photo et cette dédicace sont publiées en page 3 d'un ouvrage édité à cette occasion, par l'Imprimerie nationale italienne. Il associe son frère Auguste dans « la vive gratitude » qu'il exprime à l'égard des organisateurs fascistes de cette assemblée et dans ce même ouvrage, émanant du secrétariat des Groupes Universitaires Fascistes, il évoque « l'amitié qui unit nos deux pays et qu'une communauté d'origine ne peut manquer d'accroître à l'avenir ».
Louis Lumière est cependant nommé président d'honneur du « festival du monde libre », première édition du Festival de Cannes, et la « coupe Lumière », ancêtre de la Palme d'or, ainsi nommée pour s'opposer à la coupe Mussolini de la Mostra de Venise, doit récompenser le meilleur film,.
En novembre 1940, dans une déclaration à l'agence de presse Inter-France, il appuie le projet de collaboration du régime de Vichy : « Ce serait une grande faute de refuser le régime de collaboration dont le maréchal Pétain a parlé dans ses admirables messages. Auguste Lumière, mon frère, dans des pages où il exalte le prestige incomparable, le courage indompté, l'ardeur juvénile du Maréchal Pétain et son sens des réalités qui doivent sauver la patrie, a écrit : « Pour que l'ère tant désirée de concorde européenne survienne, il faut évidemment, que les conditions imposées par le vainqueur ne laissent pas un ferment d'hostilité irréductible contre lui. Mais nul ne saurait mieux atteindre ce but que notre admirable Chef d'État, aidé par Pierre Laval qui nous a donné déjà tant de preuves de sa clairvoyance, de son habileté et de son dévouement aux vrais intérêts du pays. » Je partage cette manière de voir. Je fais entièrement mienne cette déclaration ».
Louis Lumière est désigné membre du Conseil national mis en place par le régime de Vichy en 1941. Auguste Lumière siège quant à lui au conseil municipal de Lyon mis en place par le régime de Vichy la même année et fait partie du comité d'honneur de la LVF en 1941-1942. Les deux frères reçoivent la décoration de la Francisque.
L'historien Pascal Ory indique que le soutien des frères Lumière au gouvernement de Vichy n'a guère dépassé « le stade d'une ou deux déclarations à la presse », exploitées par la propagande.
En 1995, pour la célébration du centenaire de l'invention du cinématographe Lumière, la Banque de France veut honorer les frères Lumière en imprimant le nouveau billet de 200 FF à leur effigie. L'Amicale des Réseaux Action de la France Combattante proteste : « Les frères Lumière nous inspirent un profond mépris. Ils ne peuvent être honorés sans outrager les victimes de la collaboration. » À la séance du 24 juillet 1995 du Conseil municipal de Lyon, Bruno Gollnisch, professeur à l’université Lyon-III, représentant le Front national, déclare : « Après Alexis Carrel […], ce sont donc de nouvelles figures illustrant le génie lyonnais qui se trouvent ainsi attaquées. »
L'affaire du projet d'impression de billets de 200 FF à l'effigie des frères Lumière fait grand bruit dans la presse : l'impression est alors annulée par la Banque de France et le billet sort finalement à l'effigie de Gustave Eiffel. Rien de tel n'advient 17 ans plus tard, en 2012, lorsque les frères Lumière sont choisis pour représenter Rhône-Alpes sur la pièce de 10 € en argent éditée par la Monnaie de Paris, au sein de la collection « Les Euros des Régions ».

## Hommages
Les frères Lumière sont inhumés à Lyon, au nouveau cimetière de la Guillotière (carré A6).

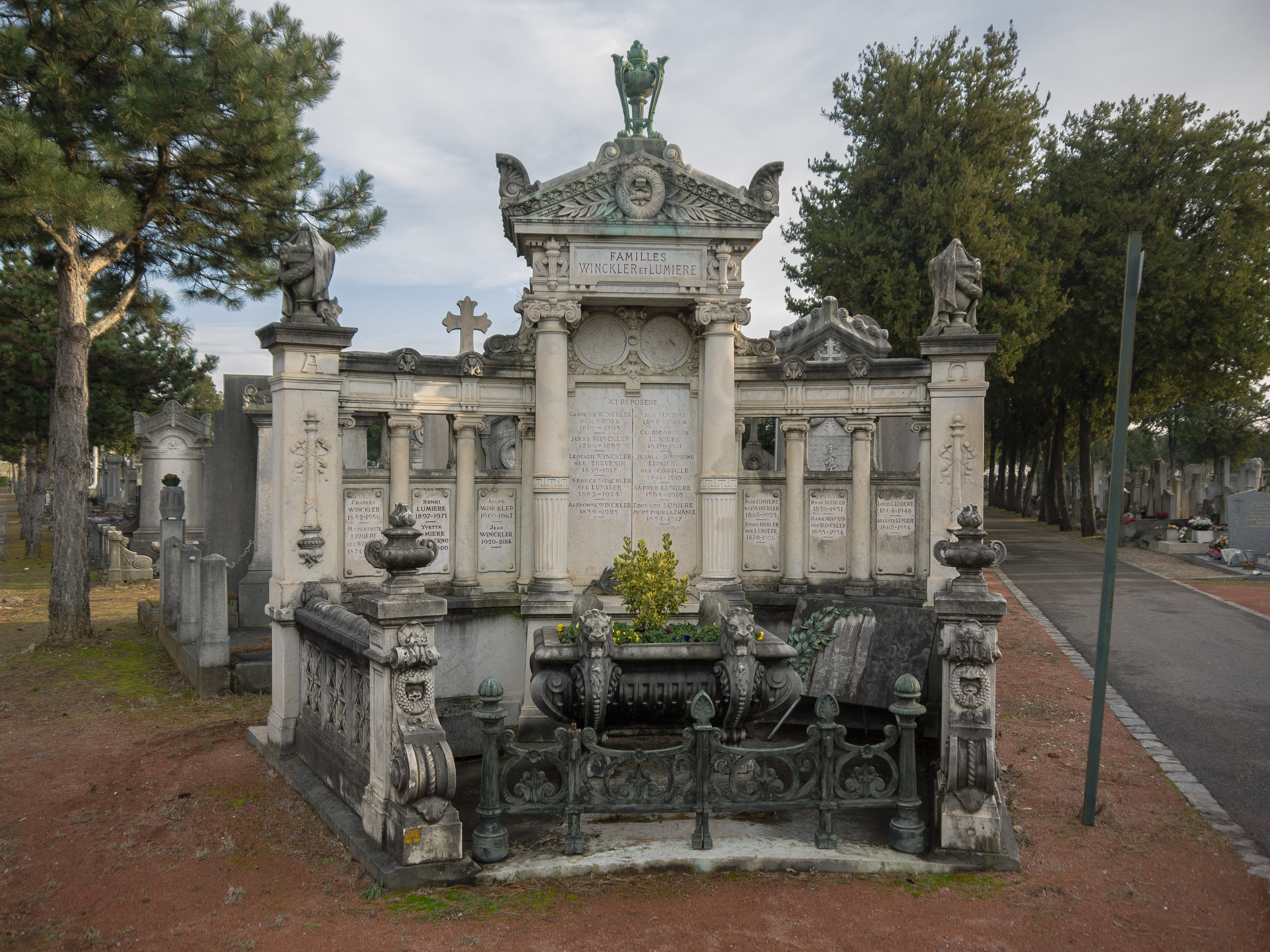
Tombe des frères Lumière au cimetière de la Guillotière, à Lyon.
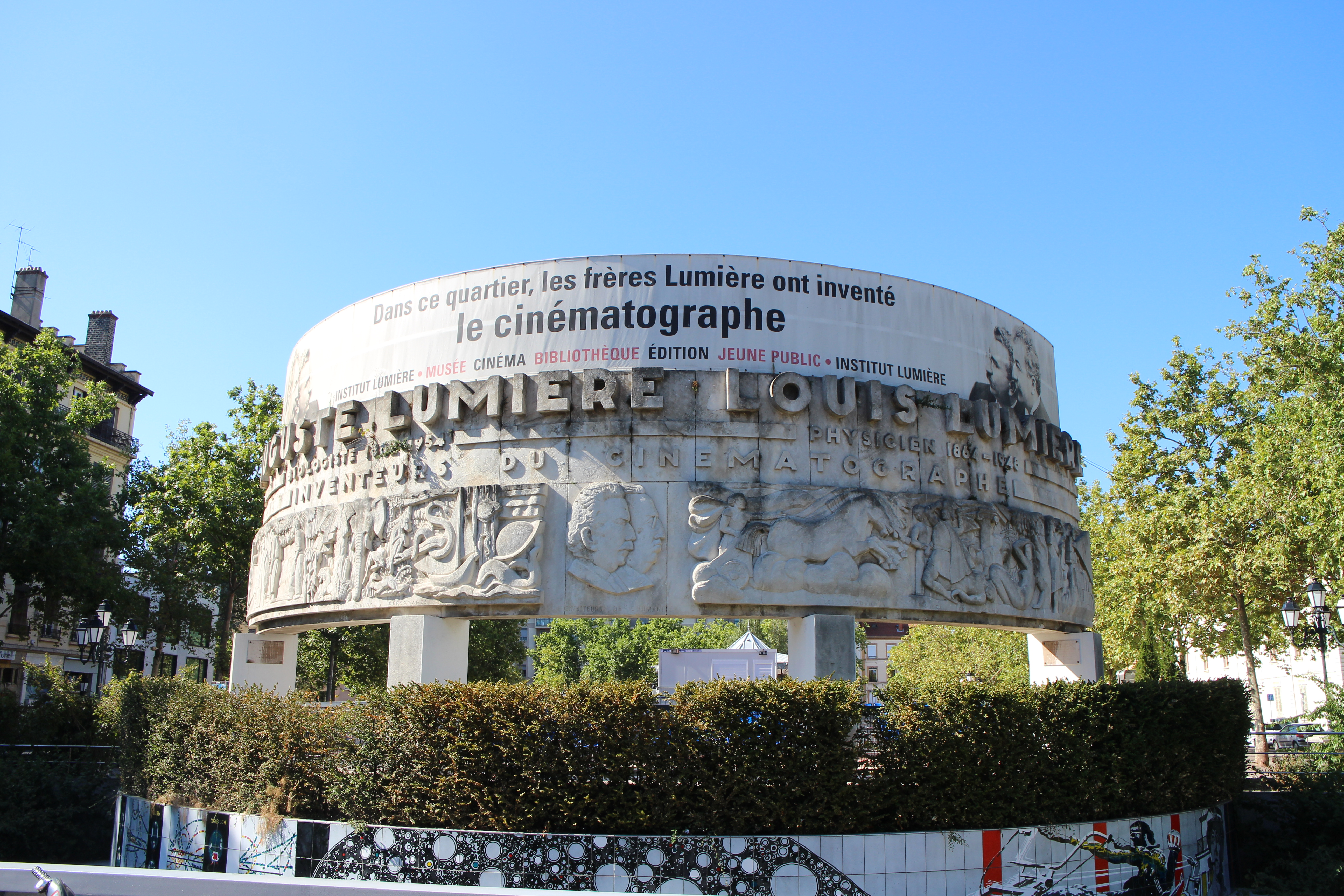
Monument à la mémoire des frères Lumière, place Ambroise-Courtois à Lyon.
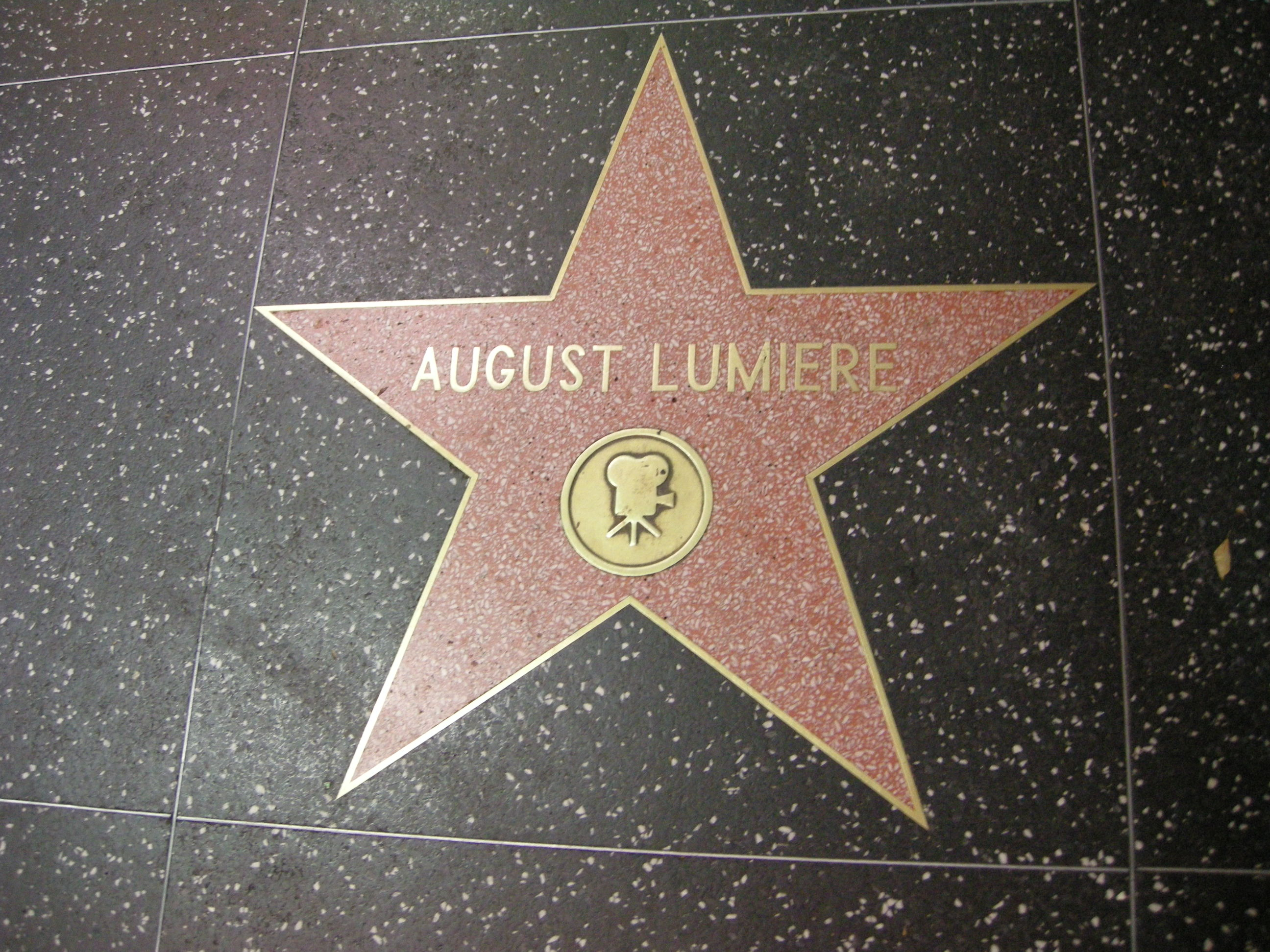
Auguste et Louis Lumière, parmi les rares Français honorés au Walk of fame d'Hollywood.

- Les frères Lumière font partie des très rares célébrités françaises dont l'étoile figure au Hollywood Walk of Fame à Los Angeles.
- Ils sont les effigies d'une pièce de 10 € en argent éditée en 2012 par la Monnaie de Paris, pour la collection « Les Euros des Régions » afin de représenter Rhône-Alpes.
- Un monument a été érigé sur la plage de La Ciotat (Bouches-du-Rhône) et l'ancienne allée principale de leur propriété s'appelle « allées Lumière ». Le cinéma de la ville porte également leur nom.
- L'« Eden Théâtre », où fut projeté le premier film Lumière à exploitation commerciale, a été restauré en 2013 par la Ville de La Ciotat à l'occasion de l'opération « Marseille Provence capitale de la culture ».
- La place centrale de Front Lot au parc Walt Disney Studios (parc consacré au cinéma) porte le nom de « place des Frères Lumière ».
- Un monument en forme d'écran géant courbe a été érigé à leur mémoire place Ambroise-Courtois à Lyon en face de la Villa Lumière, ancienne résidence d'Antoine Lumière, leur père, qui abrite aujourd'hui l'Institut Lumière. La partie concave, peinte en blanc uni, permet la projection de films en plein air.
- L'« École nationale supérieure Louis-Lumière », créée en 1926 à l'initiative de Louis Lumière et Léon Gaumont, destinée aux métiers de l'image et du son, est située à la Cité du cinéma à Saint-Denis depuis 2012. Elle comporte à ce jour trois sections d'études, cinéma, photographie et son.
- L'Université Lumière-Lyon-II porte le nom de frères Lumière.
- Un des deux lycées de La Ciotat est intitulé « lycée Auguste-et-Louis-Lumière ».
- Le « collège Louis-Lumière » à Marly-le-Roi (Yvelines) rend hommage au cadet des deux frères.
- En 2010, Philippe Starck utilise une image du film L'Arrivée d'un train en gare de La Ciotat pour le design de l'entrée de la salle de cinéma numérique du palace parisien Le Royal Monceau, « Le Cinéma des Lumières ».
- Dans le film Chocolat (2016), les deux frères sont incarnés par Denis Podalydès et Bruno Podalydès.
- En 2016, Thierry Frémaux réalise le documentaire Lumière ! L'aventure commence sur l'œuvre des deux frères.
- En 2016, le film Madame Hyde de Serge Bozon est notamment tourné à Lyon (au « lycée Auguste-et-Louis-Lumière », lieu d'étude de Serge Bozon)[35],[36].
- Les frères font partie des personnages secondaires d'Edmond (2016), pièce de théâtre écrite par Alexis Michalik.
- Le 19 septembre 1995, La Poste émet un timbre de 600 francs CFP pour Wallis-et-Futuna dans le cadre du « Centenaire du Cinéma »[37], dessiné par Huguette Sainson[réf. nécessaire].

- Les Frères Lumière apparaissent dans la série animé en tant que personnages épisodiques dans Les Nouvelles Aventures de Lucky Luke dans l'épisode Lumière dans l'Ouest.